# Serraca fasciata
Serraca fasciata là một loài bướm đêm trong họ Geometridae.